# Nuon Chea
Nuon Chea, właśc. Lau Ben Kon (ur. 7 lipca 1926 we wsi Voat Kor, w prowincji Battambang, zm. 4 sierpnia 2019 w Phnom Penh) – kambodżański polityk, działacz komunistyczny, zbrodniarz wojenny. Główny ideolog reżimu Czerwonych Khmerów, którzy w latach 1975–1979 zabili około dwóch milionów ludzi.

## Życiorys
Urodził się w zamożnej chińsko-kambodżańskiej rodzinie. W latach 40. XX wieku studiował na Uniwersytecie Thammasat w Bangkoku i dorywczo pracował dla Ministerstwa Spraw Zagranicznych Tajlandii. Po okresie edukacji w sąsiedniej Tajlandii, w 1950 roku powrócił do Kambodży po to, aby podjąć walkę z francuskimi kolonistami o niepodległość. Swoją karierę polityczną zaczynał w Komunistycznej Partii Syjamu w Bangkoku. We wrześniu 1960 roku został wybrany zastępcą sekretarza generalnego działającej w podziemiu Komunistycznej Partii Kambodży. W Demokratycznej Kampuczy powszechnie znany był jako Brat Numer Dwa. W odróżnieniu od większości przywódców Czerwonych Khmerów nie studiował w Paryżu.
29 grudnia 1998 roku, po śmierci Pol Pota i w następstwie umowy zawartej z rządem, Nuon Chea poddał się jako jeden z ostatnich, stawiających opór Czerwonych Khmerów. Podczas konferencji prasowej w szczególnej formie wyrażał żal z powodu cierpień Kambodżan – „wyrażam żal z powodu śmierci nie tylko ludzi, ale i zwierząt, które zginęły podczas wojny”. W wywiadach stwierdzał m.in.: „zajmowałem się edukacją, a nie bezpieczeństwem”, „skąd wiecie, że te wszystkie czaszki pochodzą z okresu rządów Czerwonych Khmerów”, „to niższa kadra mordowała; tak na przykład wszyscy moi młodsi bracia i kuzyni zostali zmasakrowani”, „ktoś widział mnie mordującego ludzi? To będzie trudne do udowodnienia”. Premier Hun Sen, który sam był oficerem Czerwonych Khmerów, ale zdezerterował pod koniec ich panowania, uznał, że pojednanie narodowe jest ważniejsze niż osądzenie zbrodniarzy, i zgodził się na to, aby odstąpić od postawienia Nuona Chea w stan oskarżenia. Decyzja spotkała się z potępieniem ze strony opinii międzynarodowej i części społeczeństwa.
W lipcu 2006 roku, po ośmiu latach negocjacji przedstawicieli Organizacji Narodów Zjednoczonych z rządem, rozpoczął działalność mieszany, krajowo-międzynarodowy trybunał dla osądzenia zbrodni popełnionych przez Czerwonych Khmerów. W wyniku ustaleń poczynionych przez jego członków niemal 30 lat po upadku reżimu, postawiono zarzuty pierwszemu z przywódców. Komendant więzienia w Tuol Sleng, znany jako towarzysz Duch, przyznał, że w jego katowni zamęczono niemal 20 tysięcy ludzi. W wywiadzie udzielonym w 1999 roku stwierdził, że pozostali przywódcy Czerwonych Khmerów doskonale wiedzieli o tym, co się dzieje w więzieniu. Na pierwszym miejscu wymienił Pol Pota, a zaraz po nim Nuona Chea.
19 września 2007 roku policjanci i agenci zachodnich służb specjalnych otoczyli drewniany dom w Pailĭn, przy granicy Kambodży z Tajlandią, gdzie 82-letni Nuon Chea mieszkał z żoną. Na pokładzie śmigłowca przetransportowano go do aresztu w stolicy kraju, Phnom Penh. Tam został oskarżony o zbrodnie wojenne i przeciwko ludzkości. 8 sierpnia 2014 roku został skazany na karę dożywotniego pozbawienia wolności.